# Lenheiro
Cesteiro-de-bico-curto ou lenheiro-chaquenho (Asthenes baeri) é uma espécie de ave da família Furnariidae.
Pode ser encontrada nos seguintes países: Argentina, Bolívia, Brasil, Paraguai e Uruguai.
Os seus habitats naturais são: matagal árido tropical ou subtropical.